# Bruno Rüger
Bruno Rüger (* 14. Juli 1886 in Radebeul; † 24. September 1972 in Dresden) war ein deutscher Go-Spieler sowie Go-Lehrer und -Autor und Herausgeber der Deutschen Go-Zeitung.

## Leben

### Ein Leben im Dienst des Go-Spiels
Bruno Rüger war wahrscheinlich der wichtigste Verbreiter des asiatischen Brettspiels Go in Europa vor dem Zweiten Weltkrieg. Er selbst lernt das Spiel 1912 durch ein Einführungsbuch des Grazer Universitätsprofessors Leopold Pfaundler (1839–1920) kennen. Um 1914 wird er zum Kriegsdienst eingezogen, kommt aber nicht an die Front und hat so Zeit, seinen Kameraden Go beizubringen. Obwohl selbst noch Anfänger, schreibt Rüger 1916 eine Anleitung, die in einer Auflage von 10.000 Stück in der Miniatur-Bibliothek-Reihe erscheint. Die Reaktionen auf dieses Werk ermutigen ihn, privat mit der Produktion von Go-Spielen mit Spielsteinen aus Pappe zu beginnen, die er in alle Welt versendet.
1918 korrespondiert Rüger mit Leopold Pfaundler über dessen Buch und über die 1909 von Pfaundler ins Leben gerufene Deutsche Gozeitung, die allerdings nur ein Jahr Bestand hatte. Ein Jahr später trifft er einen gewissen Wagner († 22. Januar 1922), der – ohne darum gebeten worden zu sein – Sponsor des Go-Spiels in Deutschland wird. Mit Wagners finanzieller Hilfe nimmt Rüger ab 1. Januar 1920 die Publikation der Deutschen Gozeitung erneut auf. 25 Jahre führt er die Zeitung durch die schwere Zeit der Inflation und des Zweiten Weltkrieges. Inflationsbedingt steigt der Preis der Zeitung bis auf über 100.000 Mark. Das Geld ist beim Eintreffen bei Rüger zumeist schon wertlos, so dass er mehrere Millionen Mark Verlust macht. 1923 hat die Zeitung mit 113 ihre höchste Abonnentenzahl.
1921 erhält Rüger von Dr. Tsutsumi aus Japan seine ersten japanischen Go-Bücher in japanischen Kanji, versteht aber nur die Diagramme und Numeralia, nicht die Kommentare. Der fremdsprachengewandte Wiener Realschullehrer Dr. Eduard Nonnenmacher unterstützt Rüger später bei der Übersetzung von japanischen Go-Texten für dessen Publikationen.
In seiner Funktion als Schriftführer des Dresdner Schachvereins erfährt er im gleichen Jahr von der Go-Begeisterung Emanuel Laskers und lädt diesen nach Dresden ein, wo er ihm 20 Mark für eine Partie anbietet. Auch Laskers Cousin Eduard Lasker wird vom Go-Fieber erfasst und verbreitet es später in den USA. Rüger führt 1922 ein eigenes System zur Bewertung der Spielstärken in Deutschland ein.

### Nachkriegszeit in der DDR
Nach dem Ende des Zweiten Weltkriegs bemüht sich Bruno Rüger schnellstmöglich um den Wiederaufbau des Go-Lebens in Ostdeutschland. 1950 entwickelt sich in Dresden eine kleine Spielgemeinschaft.  Rüger ist jahrelang der stärkste Spieler in der DDR. Neben seiner aktiven Laufbahn widmet er sich vor allem der Förderung des Nachwuchses.
1961 findet im Leipziger Opernhaus das erste Go-Treffen in der DDR statt, welches von Rüger mitorganisiert wird. Das Treffen, bei dem zahlreiche DDR-Spitzenspieler zugegen sind, wird zu einer wichtigen Bestandsaufnahme des Go-Sports in der DDR.
Am 21. und 22. März 1964 wird in Berlin die Kommission Go im Deutschen Schachverband der DDR gegründet, deren erster Vorsitzender Rüger ist. Aus Altersgründen gibt er dieses Amt aber bereits 1966 wieder ab. Die Go-Spalte in der Zeitschrift SCHACH führte er noch bis 1969 weiter.
Am 22. November 1971 verleiht der japanische Go-Bund Nihon-Kiin Rüger den Okura-Preis für besondere Verdienste um die Verbreitung des Go-Spiels. Neben Rüger erhält auch der West-Berliner Fritz John ein ehrendes Handschreiben und die goldene Go-Anstecknadel.
Rüger verstirbt am 24. September 1972 nach kurzer, schwerer Krankheit 86-jährig in Dresden.
Ihm zu Ehren wurde 1980 das Bruno-Rüger-Gedenkturnier ins Leben gerufen – ein DDR-Jugend- und Nachwuchsturnier, welches jedes Jahr zwischen Weihnachten und Neujahr durchgeführt wurde.
Bruno Rügers Bruder Alfred war ebenfalls ein aktiver Go-Spieler, der in Berlin-Neukölln lebte und in den frühen 1960er Jahren, selbst bereits hochbetagt, regelmäßig auf den Spielabenden des Berliner Go-Clubs anzutreffen war.

### Das Rügersche Klassensystem
1922 führt Rüger auf der Grundlage des japanischen Einstufungssystems eine eigene Wertungsskala mit 50 Klassen ein (später durch den Leipziger Go-Lehrer Erwin Parchwitz auf 120 Klassen erweitert), welche noch bis etwa 1977 in der DDR gültig war (in West-Berlin und in der Bundesrepublik begann die Umstellung etwa zehn Jahre früher) und dann vom Dan-/Kyu-System abgelöst wurde. Das Rügersche Klassensystem hatte den Vorteil, die Vorgabe, die der schwächere Spieler zum Ausgleich für die Stärkedifferenz erhält, genauer bestimmen zu können. Die Anzahl der Vorgabesteine berechnete sich nach der Formel "(Klassendifferenz+1)*0,5", ein japanischer Dan-/Kyu-Grad umfasst also zwei Rügersche Grade. "Halbe" Vorgabesteine bedeuteten 5 Punkte "Komi" (Punktegutschrift). Dieser Vorteil, welcher insbesondere beim Spiel mit niedriger Vorgabe von Gewicht ist, wurde zugunsten der internationalen Vergleichbarkeit aufgegeben.
Dan-/Kyu-Grade von Amateuren hatten folgende Entsprechung (dazu einige Beispiele von Graden aus der DDR 1977)
```
Klasse  1 –  7 Profibereich
Klasse  8 –  9 6. Dan
Klasse 10 – 11 5. Dan
Klasse 12 – 13 4. Dan
Klasse 14 – 15 3. Dan (
Manfred Soller
, 
Karl-Heinz Vogel
)
Klasse 16 – 17 2. Dan (S. Steffens, 
Rudolf Erfurth
, 
Wolfgang John
, S. Unger)
Klasse 18 – 19 1. Dan (P. Passow)
Klasse 20 – 21 1. Kyu (M. Arnold)
Klasse 22 – 23 2. Kyu (P. Blechschmidt)
Klasse 24 – 25 3. Kyu (Dr. U. Sachsenweger)
...
Klasse 30 – 31 6. Kyu (E. Parchwitz)
...
Klasse 120 Totalanfänger
```

Einige damalige Einstufungen (ohne exakte zeitliche Zuordnung) waren:
```
Klasse 23 
Felix Dueball

Klasse 26 Bruno Rüger
Klasse 27 Sprague
Klasse 29 
Alfred Rüger
 (Bruder von Bruno Rüger)
Klasse 45 W. Noack
```

## Werke (Auswahl)
- Buch Das Go-Spiel, 1920 mit finanzieller Hilfe von Wagner publiziert.
- Interessante Go-Partien, Berlin 1925, als Ergänzung seines Go-Lehrbuchs erschienen.
- Anleitung zur Eröffnung von Go-Spielen, 1928.
- Wichtige Joseki beim Vorgabespiel, 1929.
- Das Vorgabespiel beim Go. Behandlung der wichtigsten Joseki und ausführliche Beschreibung von Vorgabe-Eröffnungen, 1930.
- Das Go-Spiel, 1937/38, vier Bände unter Mithilfe von Dr. Eduard Nonnenmacher.
- Rätsel, Jux und Zauberei. Ein fröhliches Beschäftigungsbuch. Illustrationen von Johannes Lebek. Hofmeister, Leipzig 1958 (2. Auflage, 1962).